# Guilford Township (Pennsylvanie)
Guilford Township est un township qui s'étend du centre à l'est du comté de Franklin, en Pennsylvanie, aux États-Unis,. En 2010, il comptait une population de 14 531 habitants.

## Démographie
Lors du recensement de 2010, le township comptait une population de 14 531 habitants. Elle est estimée, en 2018, à 14 793 habitants.